# I rosornas tid
I rosornas tid är ett musikalbum från 1992 med den svenska sångerskan Py Bäckman.

## Låtförteckning
| Nr  | Titel                           | Låtskrivare                | Längd |
| --- | ------------------------------- | -------------------------- | ----- |
| 1.  | "Dansa för livet"               | Micke Wennborn, Py Bäckman | 4:38  |
| 2.  | "China"                         | Py Bäckman                 | 4:14  |
| 3.  | "När blommorna föll"            | Py Bäckman                 | 4:16  |
| 4.  | "Räddad för stunden"            | Py Bäckman                 | 3:53  |
| 5.  | "En bra man"                    | Py Bäckman                 | 2:59  |
| 6.  | "Förlorat paradis"              | Py Bäckman                 | 5:16  |
| 7.  | "Om du vill leka"               | Py Bäckman                 | 4:45  |
| 8.  | "Regnbågens färger"             | Py Bäckman                 | 4:04  |
| 9.  | "Stenarna fick liv"             | Py Bäckman                 | 4:51  |
| 10. | "Det är långt kvar till himlen" | Py Bäckman                 | 4:41  |
| 11. | "Det regnar i Mazimbo"          | Py Bäckman                 | 6:46  |

### Medverkande musiker
- Trummor – Pelle Lidell
- Bas – Anders Olausson
- Gitarr – Micke Wennborn
- Hammond – Hasse Olsson
- Keyboards – Mats Wester, Thomas Ericsson och Micke Wennborn
- Kör – Malin Bäckström, Carina Carlsson och Py Bäckman

### Ytterligare info
- Inspelningsstudio – Polar Studios
- Tekniker – Bernard Löhr, Bo Reimer, Mats Wester och Micke Wennborn
- Producerad – Py Bäckman, co-producerad av Mats Wester och Micke Wennborn
- Arrangemang – Py Bäckman, Mats Wester och Micke Wennborn